# Philcoxia
Philcoxia – rodzaj roślin należący do rodziny babkowatych. Obejmuje trzy gatunki o niewielkich zasięgach, występujące jako endemity w Brazylii. Wszystkie gatunki występują na siedliskach piaszczystych. Pędy wraz z liśćmi są zagrzebane w piasku, nad powierzchnią rozwija się tylko kwiatostan z drobnymi kwiatami. Przynajmniej jeden gatunek (P. minensis) jest najwyraźniej rośliną mięsożerną – jego podziemne liście pokryte są gruczołami, przy których stwierdzono liczne, przylepione nicienie. Rodzaj wyodrębniony został w roku 2000 i nazwany na cześć naukowca Davida Philcox'a, botanika z Królewskich Ogrodów Botanicznych w Kew w Londynie. Nazwy gatunkowe pochodzą od nazw stanów w jakich rośliny zostały odkryte: Bahia, Goiás i Minas Gerais.

## Systematyka
Pozycja systematyczna według APweb (aktualizowany system APG III z 2009)
Rodzaj należy do plemienia Gratioleae, rodziny babkowatych (Plantaginaceae), która jest jednym z kladów w obrębie rzędu jasnotowców (Lamiales) z grupy astrowych spośród roślin okrytonasiennych.
Gatunki
- Philcoxia bahiensis V.C.Souza & Harley
- Philcoxia goiasensis P.Taylor
- Philcoxia minensis V.C.Souza & Giul.